# Beït Ras
Raphana ne doit pas être confondue avec Rafanée (ou Raphanée) en Syrie

Carte de la Décapole permettant de situer Raphana sur la carte

Bayt Ras ou Beït Ras, se serait d’abord appelée Rhaphana ou Raphana et aurait pris le nom de Capitolias à sa reconstruction par les Romains.

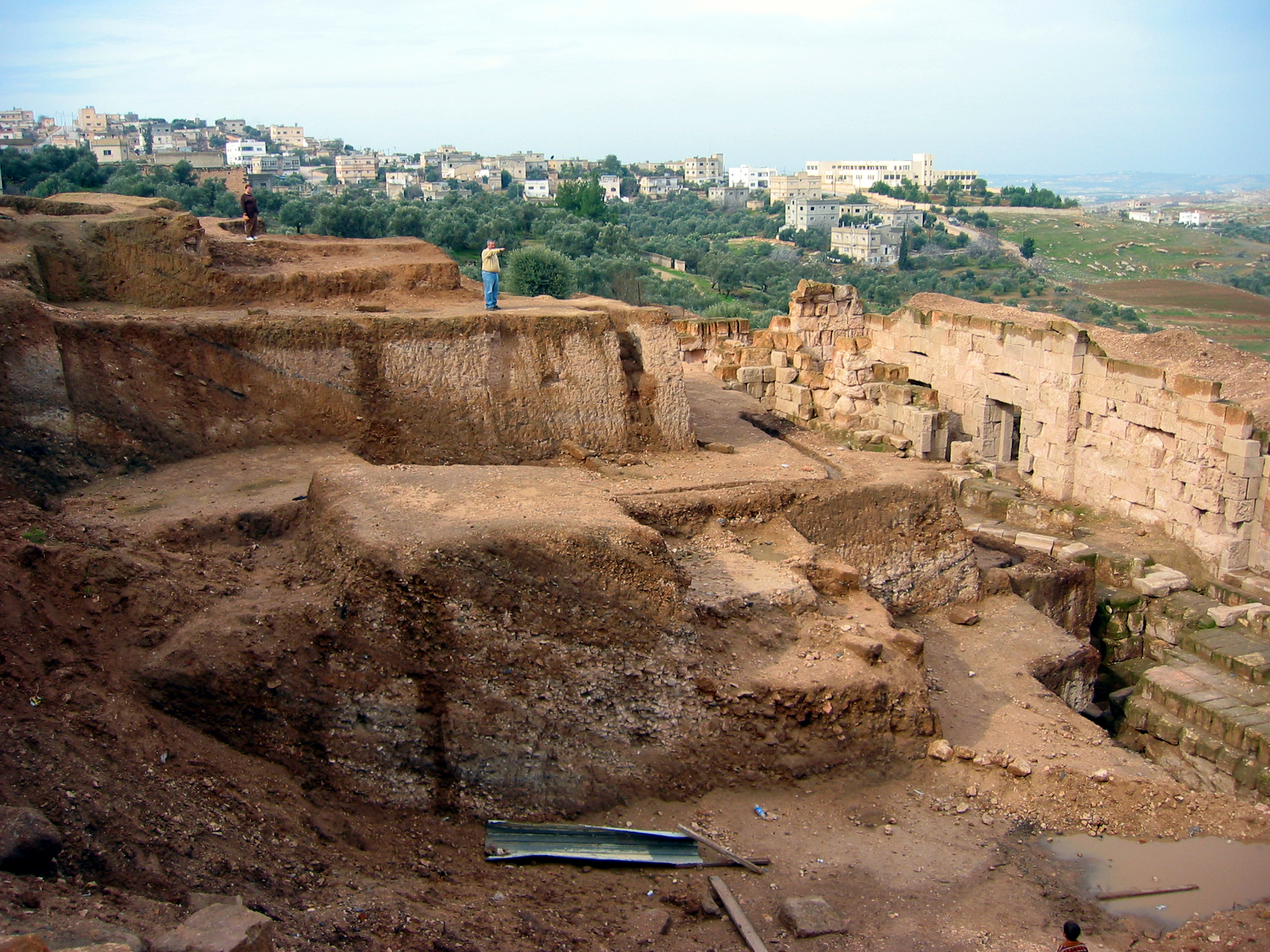
Théâtre Capitolias avec Beit Ras en arrière-plan. 2004

## Identification du site
Certaines identifications des villes de la Décapole restent incertaines comme Dion et Rhaphana :
- Pour Rhaphana il y a deux hypothèses
  - Capitolias (Bayt Ras)
  - Abila (Quwayliba)[2], en contradiction avec Pline l'Ancien qui fait d'Abila et de Rhaphana deux villes distinctes.
- de même pour Dion
  - Tell al-Ashari[3]
  - Capitolias (Adun, Bayt Ras)[4]

## La ville
Bayt Ras fait partie de la province d’Irbid en Jordanie, elle avait une population de 18 000 habitants en 2004. Elle n'est qu'à quelques kilomètres au nord de la capitale régionale Irbid.

## Le site
Le site de Bayt Ras n’a été découvert dans toute son ampleur qu’en 2002 alors qu’on faisait des travaux de construction d’une route.
On a mis en évidence un théâtre et des hypogées peints.